# Сива мухарица
 Сива мухарица (лат. Muscicapa striata) птица је из реда птица певачица из породице муварица. Размножава се у већем делу Европе и у палеарктичкој зони у Сибиру, а мигрира у Африку и југозападну Азију где проводи зиму. Иако постоји мали ризик од нестанка врсте, број примерака сиве мухарице опада на светском нивоу.
Ова птица је необичног изгледа са дугим крилима и репом. Одрасли примеерци имају сиво смеђе горње делове тела и беле потколенице са пругастим грудима. Ноге су им кратке и црне, а реп је црне боје, широк и шиљаст. Млади примерци ове врсте су смеђи. 

## Опште карактеристике
Сива мухарица је мала витка птица дужине око 14,5 цм и тежине од 14 до 20 г. Горњи део тела јој је прљаво сиво и смеђе боје и сиве ноге. Глава грло и груди су прошарани смеђом бојом, док су јој крила и перје уоквирени бледим ивицама. Млади примерци имају окер-тамне мрље на врху тела и смеђе туфне на доњем делу тела.
Ова врста обично настањује листопадне шуме, паркове и баште. Граде отворено гнездо у одговарајућем удубљењу, а полажу од 4 до 6 јаја. Већина европских примерака сиве мухарице не може разликовати своја од туђих јаја. Шарена мухарица показује одлично препознавање јаја.
Студија спроведена на две различите локације у јужној Енглеској открила је да једну трећину свих гнезда напдају предатори. Креја је најчешћи предатор и често једе јаја и младе примерке сиве мухарице. Такође, један од честих предатора сиве мухарице је домаћа мачка.

## Таксономија
Сиву мухарицу је 1764. године описао немачки природњак Петер Симон Палас и дао јој биномно име Motacilla striata.
Име рода Muscicapa долази од латинске речи musca што озвачава муву. Специфични епитет striata потиче од латинске речи striatus која значи „пругасти”.
Постоји пет признатих подврста сиве мухарице и све зиму проводе у јужној Африци:
- M. s. striata (Палас, 1764), настањује пределе од Европе до западног Сибира, северозападне Африке
- M. s. inexpectata  (Дементијев, 1932), настањује Крим
- M. s. neumanni (Поче, 1904), настањује острва Егејског мора, преко Блистог истока, Кавказа, севетног Ирана и централног Сибира
- M. s. sarudnyi (Снигиревски, 1928), настањује источни Иран и Туркменистан до централне Азије и северног Пакистана
- M. s. mongola (Портенко, 1955), настањује Монголију и јужни и централни Сибир

Претходно су препознате још две подврсте, M. s. tyrrhenica и M. s. balearica. Међутим, молекуларна филогенетска студија објављена 2016. године открила је да су генетски слични једни другима, али да се значајно разликују од осталих подврста. Аутори су предложили да се ове острвске подврсте размотре као посебна врста. Међународни орнитолошки савез поделила је ове врсте и она је позната као (Muscicapa tyrrhenica, док остали таксономисти сматрају да је то непотребно.